# Ministre des Affaires économiques (Irlande)
Le Ministre des Affaires économiques (anglais : Minister for Economic Affairs) est un poste de ministre aujourd’hui disparu en Irlande. Il a été créé par le gouvernement de l'État libre d'Irlande, état autoproclamé créé en 1919 par le Dáil Éireann, assemblée parlementaire composée de la majorité des députés irlandais élus aux élections générales de 1918. Le poste a été supprimé après un peu plus d'un an d'existence.

## Liste des ministres
- Évoque un ministre par intérim

| No. | Nom                         | Dates du mandat | Dates du mandat  | Parti | Parti     | Gouvernement(s) |
| --- | --------------------------- | --------------- | ---------------- | ----- | --------- | --------------- |
| 1.  | Robert Barton               | 26 août 1921    | 9 janvier 1922   |       | Sinn Féin |                 |
| 2.  | Kevin O'Higgins             | 10 janvier 1922 | 9 septembre 1922 |       | Sinn Féin |                 |
| 3.  | Ernest Blythe (par interim) | 17 juillet 1922 | 9 septembre 1922 |       | Sinn Féin |                 |